# Ira C. Eaker
Ira Clarence Eaker (Pontotoc, 13 aprile 1896 – Andrews Air Force Base, 6 agosto 1987) è stato un generale statunitense.
Brillante ufficiale pilota durante gli anni venti e trenta, durante la seconda guerra mondiale divenne il principale teorico della dottrina di bombardamento strategico adottata dalle United States Army Air Forces, che prevedeva la costituzione di un'imponente flotta di bombardieri pesanti in Inghilterra per effettuare massicci attacchi aerei di precisione sulla Germania nazista con compatte formazioni organizzate in combat box, in volo di giorno e senza scorta di caccia.
Posto al comando prima dell'VIII Bomber Command e dal 1º dicembre 1942 della Eighth Air Force, cercò tenacemente di applicare le sue teorie con i grandi attacchi di bombardieri del 1943 che inflissero pesanti danni alla struttura industriale della Germania ma costarono forti perdite alle forze aeree americane. Trasferito all'inizio del 1944 al comando supremo delle Forze aeree alleate del Mediterraneo, diresse le operazioni aeree strategiche e tattiche delle unità anglo-americane in azione nel teatro meridionale fino al termine della guerra.

## Biografia
A partire dal 17 agosto 1942 guidò personalmente i 12 Boeing B-17 Flying Fortress che portarono il primo attacco di bombardieri all'Europa occidentale. Nominato comandante dell'VIII Bomber Command americano e quindi dal 1 dicembre 1942 dell'intera Eighth Air Force, fu presente nel gennaio 1943 alla Conferenza di Casablanca, sostenendo l'opportunità di non interrompere i bombardamenti diurni sulla Germania, che fino ad allora avevano dato risultati deludenti, convinto che le fortezze volanti, grazie al loro armamento, fossero in grado di compiere i loro raid anche di giorno spingendosi profondamente in territorio tedesco senza la scorta dei caccia.
I risultati gli diedero ragione e da allora, mentre l'aviazione britannica agì preferibilmente di notte, le fortezze volanti americane operarono di giorno. Nel giugno 1943 fu promosso tenente generale e a partire dal gennaio 1944 fu nominato comandante in capo delle Mediterranean Allied Air Forces, l'intero complesso delle forze aeree alleate nel Mediterraneo.
Tra i suoi compiti più importanti fu la partecipazione alla battaglia di Montecassino, durante la quale il 15 marzo 1944 realizzò un grande bombardamento a cui presero parte 435 aerei, che scaricarono su una zona limitata circa 1000 tonnellate di bombe. Un successivo sforzo massiccio fu dedicato da Eaker allo scopo di interrompere le linee di rifornimento tedesche sul fronte italiano: vi furono impegnate la Prima Forza tattica britannica e la Dodicesima americana, che operarono con discreti risultati sull'Italia centrale e settentrionale.
Nell'agosto 1944 collaborò all'Operazione Anvil, realizzando un imponente bombardamento il 15 agosto e riuscendo a mettere fuori uso le fortificazioni tedesche costiere. In questo periodo Eaker poté dominare il cielo dell'intero scacchiere, avendo a disposizione cinquemila aerei, dei quali ben duemila con basi in Sardegna e in Corsica.